# 紅海犁頭鰩
紅海犁頭鰩（學名：Rhinobatos punctifer），又稱紅海琵琶鱝，為軟骨魚綱犁頭鰩目犁頭鰩科犁頭鰩屬的其中一種，被IUCN列為近危保育類動物，分布於西印度洋紅海至巴基斯坦海域，深度70至150公尺，本魚體延長而平扁，吻寬短而呈三角形，盤狀楔形，寬度為體長的29-34％，長度為寬度的1.2-1.3倍，吻部較短，大型雄魚吻長為氣管間距的2.2-2.6倍，眶間寬的3.6-3.9倍，口窄，大型雄魚口寬為體長的5.4-5.6%（雌魚為體長的5.8-6.2%），後鼻瓣寬闊，兩個氣門褶，最外層褶稍高於內層褶，大型雄魚第五鰓裂間距離為腹頭長的2.8-3.1倍（雌魚為 2.5-2.6 倍）；鰓前感覺孔斑明顯，延伸至第一鰓裂的外緣，齒細小而多，舖石狀排列，眶上部和肩胛區有不明顯的刺狀斑塊，沿背部中線有一排不明顯的刺狀斑塊；小齒侷限於背鰭前部，後部三分之二裸露；背鰭較高，前鰭高為體長的7.6-9.5%；腹鰭內緣短於其基長；背間距離為第一背鰭基部的2.1-2.7倍；背尾緣為前緣的2.1-2.2倍；上顎有約76排牙齒，背部體色變化很大，從棕色到綠棕色，帶有或多或少的小白點，有眼斑，或網紋和眼斑；背鰭和尾鰭的後半部通常呈暗色或黑色；吻端呈淺色或暗色，無長淚滴狀斑紋，體長可達88.9公分，棲息於沿海至大陸棚海域，為底棲性魚類，肉食性，卵胎生，生活習性不明。